# 里科尔德岛
里科尔德岛或大多壁岛（满语：Ambadobi Tun）是叶夫根尼娅皇后群岛其中一岛，属滨海边疆区符拉迪沃斯托克城区。它长4公里，宽2公里，由南北两部分组成，中间由宽300米的地峡连接，海岸线长13.3公里。俄名以彼得·伊万诺维奇·里科尔德命名。该岛无常住人口。